# كهف توغوبيت
كهف توغوبيت هو كهفٌ كارستي يقعُ بالقرب من باب تازة في إقليم شفشاون بِجهة طنجة تطوان الحسيمة في شمال المغرب. يَبلغُ طُول عُمقها 722 متر (2,369 قدم)، وهو أعمق كهف في المغرب، وثالث أعمق كهف في أفريقيا. مداهُ الكامل غير معروف حتى الآن رغم استكشاف الكهف جيدًا. لا يُعرف سوى 1000 كهف في المغرب، وكثيرٌ منها رُسمت لها خرائط.

## التضاريس والتشكيل
كهف توغوبيت هو واحدٌ من أكثر من ألف كهف في منطقة مساحتها 30 ألف كيلومتر مربع من تكوين كارست في المغرب. تشكل الكهف في جبال الريف والتي تتكون أساسًا من معادن ناعمة نسبيًا مثل الدولوميت والحجر الجيري. يصلُ تساقط الثلوج والأمطار في فصل الشتاء إلى معدل هطول ما بين 600 و1000 مم. يؤدي هطول الأمطار الغزيرة إلى تآكل المعادن اللينة بسرعة، مما يؤدي إلى تكوين كهوف عميقة حيث تآكلت الأحجار بالمياه. يغطي الجزء الداخلي من كهف توغوبيت الصخور والأنقاض.